# Crepis auriculifolia
Crepis auriculifolia ist eine Pflanzenart aus der Familie der Korbblütler (Asteraceae). 

## Beschreibung
Crepis auriculifolia ist ein ausdauernder Schaft-Hemikryptophyt, der Wuchshöhen von 6 bis 20 (selten bis 40) Zentimeter erreicht. Die Grundblätter sind 30 bis 210 Millimeter lang, verkehrteiförmig bis verkehrtlanzettlich oder elliptisch und entfernt gezähnt oder schwach gelappt. Die Stängelblätter sind lineal-lanzettlich.
Die Hülle ist manchmal leicht drüsig und 10 bis 14 Millimeter lang. Die äußeren Hüllblätter erreichen ein bis zwei Drittel der Länge der inneren Hüllblätter. Die Früchte sind 5 bis 6,5 Millimeter lang, braun und weisen 4 bis 5 kräftige Rippen auf sowie 3 bis 5 Streifen zwischen diesen.
Die Blütezeit reicht von April bis Juli.
Die Pflanze ist diploid mit 2n = 10 Chromosomen.

## Vorkommen
Crepis auriculifolia ist auf Kreta endemisch. Die Art wächst auf trockenen Felshängen, Felsspalten und Felsköpfen in Höhenlagen von 600 bis 2200 Meter (selten bereits ab 200 Meter).